# WebCopier
WebCopier — условно бесплатный офлайн-браузер, разработанный компанией MaximumSoft Corp. для работы под управлением операционных систем Microsoft Windows, Mac OS X и Linux, который позволяет скачивать файлы, а также целые веб-сайты или их отдельные части в Интернете для их дальнейшего просмотра в автономном режиме.

## Особенности
- Встроенный веб-обозреватель.
- Работа с закладками Internet Explorer и Mozilla Firefox.
- Предоставление ручного или автоматического выбора файлов для загрузки.
- Установка максимального объёма загружаемой информации.
- Фильтры для файловых расширений.
- Работа с прокси-серверами.
- Поддержка flash-анимации и JavaScript.
- Фиксирование максимального объёма загружаемой информации, глубины прохода и другие параметры.
- Загрузка больших веб-сайтов, размер которых более 2 Гб.
- Темы оформления.
- Интернациональная поддержка.